# نصر بن حمود الكندي
نصر بن حمود بن أحمد الكندي، سياسي عماني، يشغل منصب أمين عام شؤون البلاط السلطاني - برتبة وزير - منذ 5 مارس 2011، حين عينه السلطان قابوس بن سعيد بمرسوم سلطاني لشغل المنصب.